# 1996年夏季奥林匹克运动会沙特阿拉伯代表团
1996年夏季奥林匹克运动会沙特阿拉伯代表团是沙特阿拉伯派出的1996年夏季奥林匹克运动会代表团。